# (30409) Piccirillo
Pour les articles homonymes, voir Piccirillo.
(30409) Piccirillo est un astéroïde de la ceinture principale d'astéroïdes.

## Description
(30409) Piccirillo est un astéroïde de la ceinture principale d'astéroïdes. Il fut découvert le 27 mai 2000 à Socorro (Nouveau-Mexique) par le projet LINEAR. Il présente une orbite caractérisée par un demi-grand axe de 2,60 UA, une excentricité de 0,12 et une inclinaison de 2,2° par rapport à l'écliptique.

## Compléments